# Helen Churchill Candee
Helen Churchill Candee (5 d'octubre del 1858 - 23 d'agost del 1949) fou una escriptora, periodista, decoradora, feminista i geògrafa estatunidenca. Fou supervivent de l'enfonsament del RMS Titanic el 1912, i es feu famosa com a escriptora de viatges i exploradora del Sud-est asiàtic.

## Primers anys
Helen, de nom de soltera Helen Churchill Hungerford, era filla del comerciant de Nova York Henry Churchill i de Mary Elizabeth Hungerford. Va passar la major part de la seua infantesa a Connecticut. Es casà amb Edward Candee, de Norwalk, Connecticut, i van tenir dos fills, Edith i Harold. Després que el seu marit abandonàs la família, Helen es va mantenir a si mateixa i els seus fills com a escriptora per a revistes populars com Scribner's i Ladies' Home Journal. Al principi escrivia sobre temes com ara etiqueta i protocol i administració de la llar; aviat, però, canvià a temes com ara la cura dels xiquets, l'educació, i els drets de les dones. Durant anys va residir a Oklahoma, i les seues històries sobre aquella regió l'ajudaren a fer-se famosa com a periodista. Obtingué el divorci al 1896, després d'un llarg procés de separació legal.

## Carrera
Helen era feminista, com palesa el seu primer llibre, How Women May Earn a Living (1900). El seu segon llibre, A Oklahoma Romanç (1901), era una novel·la que promovia les possibilitats d'assentament al territori d'Oklahoma.
Helen es traslladà a Washington, DC, on es va convertir en una de les primeres decoradores d'interior professionals. Alguns clients en foren el llavors secretari de Guerra Henry Stimson i el president Theodore Roosevelt. El seu llibre Períodes i estils decoratius (1906) promovia els seus principis de disseny: acurada recerca històrica i absoluta autenticitat.
Mentre era a Washington, s'implicà en la política demòcrata. No obstant això, els seus amics eren molt variats, des del reformista liberal William Jennings Bryan a la ultraconservadora primera dama Helen Herron Taft. Fou assessora general en associació amb l'arquitecte Nathan C. Wyeth per a remodelar l'ala oest de la Casa Blanca (1909).
Churchill fou fideïcomissària de la Galeria d'Art Corcoran, membre de la Societat Arqueològica i la Federació Americana d'Arts, i membre de la junta del capítol de Washington de l'Associació Nacional pro Sufragi de la Dona.
En els seus primers anys com a periodista, Churchill escrigué ficció per a revistes tradicionals com ara Good Housekeeping, Harper's Bazaar, The Lady's Home Journal i Woman's Home Companion. Els seus articles posteriors, centrats en l'art, la cultura i el disseny, aparegueren en American Homes, American Magazine of Art, i International Studio. També col·laborà amb les principals revistes literàries i polítiques de l'època: Atlantic Monthly, The Century, Fòrum, Metropolitan i Scribner's.
Va publicar vuit llibres –quatre sobre art decorativa, dos relats de viatges, un d'instructiu, i una novel·la. El llibre més venut en fou The Tapestry Book (1912).

## A bord delTitanic
Churchill viatjà a Europa en la primavera del 1912, en una recerca per a The Tapestry Book, quan va rebre un telegrama de la seua filla, Edith, informant-la que Harold ("Harry"), havia resultat ferit en un accident. Des de París, Churchill reservà corrents un passatge de retorn en el nou transatlàntic de luxe, RMS Titanic. En el viatge, conegué viatgers com el major Archibald Butt, assessor del president Taft, el coronel Gracie i el pintor Francis Davis Millet.
Com que cap element de l'equipatge o article personal era permés a bord dels bots salvavides, Churchill donà dos elements preciosos, un camafeu d'ivori amb un retrat en miniatura de la seua mare i un flascó de brandi, a un amic, l'arquitecte de Nova York Edward Austin Kent, que tenia butxaques. Aquests els recuperaren més tard del seu cadàver flotant i, el 2006, es vengueren en subhasta. Churchill va poder abordar el bot salvavides 6, però va caure i es trencà un turmell. També a bord anava una altra passatgera de primera classe, Molly Brown; totes dues van haver de remar.
Churchill posteriorment concedí una entrevista sobre la seua experiència al Washington Herald i escrigué un article detallat sobre el desastre en el Collier's Weekly. Aquest article fou un dels primers relats en profunditat d'una testimoni presencial de l'enfonsament.
Al març del 1913 Churchill s'uní a altres feministes eqüestres en la desfilada "Vot per a les Dones" per Pennsilvània Avenue a Washington, DC, muntant en cavall al capdavant de la manifestació que culminà a les escales del Capitoli.

## Primera Guerra mundial, viatge asiàtic i últims anys
Durant la Primera Guerra Mundial, Churchill treballà com a infermera voluntària a Roma i Milà per a la Creu Roja italiana, que la condecorà per aquest servei. Un dels seus pacients a Milà fou Ernest Hemingway.
Després de la guerra, viatjà al Japó, la Xina, Indonèsia, i Cambodja, i les seues aventures li serviren de base per als seus dos llibres més famosos: Angkor la Magnífica (1924) i News Journeys in Old Asia (1927). Fou honorada pel govern francés i pel rei de Cambodja per aquests treballs; també feu una lectura d'Angkor davant el rei Jordi V i la reina Maria al palau de Buckingham.
Angkor la Magnífica fou el primer estudi en llengua anglesa important sobre les ruïnes de l'antiga capital khmer d'Angkor Wat, els seus temples i rodalia. Anomenada la "Ciutat perduda" o la "Ciutat meravellosa", Angkor Wat es considera una de les grans meravelles arqueològiques del món. En gran part desconeguda pels occidentals fins a la publicació del llibre de Churchill, la seua popularitat proporcionà l'entrada de Cambodja en el circuit turístic modern. En els viatges inicials de Churchill pel Sud-est asiàtic al 1922-23 viatjà amb el seu fill, Harry, amb qui va recórrer les grans jungles inexplorades amb un guia nadiu, muntant un elefant que ella anomenava "Effie". En visites posteriors, amb l'autora anava la seua amiga col·laboradora, la il·lustradora Lucille Douglass. Malgrat que The Tapestry Book fou el seu llibre més lucratiu, Angkor la Magnífica en fou el més aclamat.
L'èxit de Angkor i New Journeys la dugué a una pròspera carrera com a conferenciant sobre l'Extrem Orient, i el seu treball com a periodista continuava a bon ritme. Fou breument editora a París per a Decoration & Arts (1920–21) i s'estigué en l'equip d'assessoria editorial d'aquesta publicació uns anys.
El 1925, Churchill formà part de les nou membres fundadores de la Societat de Dones Geògrafes. El 1935-36, amb gairebé 80 anys, continuà viatjant a l'estranger i escrivint articles per a National Geographic. Els seus primers llibres sobre disseny d'interiors, The Tapestry Book i Períodes i Estils Decoratius, es reeditaren al 1935 i 1938, respectivament.

## Mort
El 23 d'agost del 1949, als 90 anys, Churchill va morir a la seua cabana d'estiu a York Harbor, Maine. Fou soterrada al cementeri First Parish Cemetery, a York, Maine.

## Llegat
Helen Churchill apareix com un personatge secundari en la novel·la de Danielle Steel No Greater Love, que narra el naufragi del Titanic.
La representaren en un cameo en el documental en 3-D de Walt Disney Misteris del Titanic (2003), sobre l'expedició del director de cinema James Cameron cap a les restes del Titanic. La interpretà l'actriu Adriana Valdez i l'escena en què apareix la figura de Churchill recrea la seua suposada visita a la proa del transatlàntic la nit anterior al naufragi. Es creu que aquesta història, basada en un possible manuscrit de l'autora, inspirà la famosa escena d'amor "al capvespre" entre els personatges de Rose i Jack en l'anterior pel·lícula Titanic (1997).
Els articles d'Helen Churchill relacionats amb el Titanic se subhastaren al 2005-6. Les cartes i el manuscrit que es creu que inspiraren a l'autora també els vengué la família en aquells dies. El 2007, la seua casa de Washington fou adquirida pel The Fund for American Studies. El 2008, el seu llibre Angkor la Magnífica es reedità en una edició especial amb un prefaci nou i un perfil biogràfic. El 2009, l'ambaixadora dels Estats Units a Cambodja, Carol Rodley, va presentar una còpia com a regal protocol·lari al rei Norodom Sihamoni a la seva arribada al palau kmer a Phnom Penh.